# Otsuchi
Otsuchi (大槌町|Otsuchi-cho) é uma cidade japonesa localizada no distrito de Kamihei, na prefeitura de Iwate.
Em 1 de Março de 2020, a cidade tinha uma população estimada em 11.572 habitantes e uma densidade populacional de 58 h/km² em 5.308 domicílios. Tem uma área total de 200,42 km².

## Geografia
Otsuchi está localizada em uma região montanhosa e costeira, situada na costa de Sanriku ao longo do Oceano Pacífico. Parte do interior da cidade está dentro das Montanhas Kitakami.

## Municípios vizinhos

### Prefeitura de Iwate
- Miyako
- Tōno
- Kamaishi
- Yamada

## Clima
Otsuchi tem um clima úmido (Köppen Cfa) caracterizado por verões amenos e invernos frios. A temperatura média anual em Otsuchi é de 11,2 °C. A média anual de chuvas é de 1402 mm com setembro como o mês mais úmido e fevereiro como o mês mais seco. As temperaturas são mais altas em média em agosto, em torno de 23,5 °C, e as mais baixas em janeiro, em torno de 0,4 °C

## Economia
A economia local é baseada na pesca comercial e em menor escala na agricultura.

## Sismo e Terremoto de Tohoku
No dia 11 março de 2011 a cidade foi atingida e devastada por um terremoto e por um tsunami. A muralha contra tsunamis com 6 metros de altura, construída para resguardar o porto, não foi suficiente para deter o avanço do tsunami que destruiu a cidade.

Devido a sua proximidade do epicentro do terremoto, que ocorreu no nordeste da ilha de Honshu, não houve tempo suficiente para muitos habitantes da baixada buscarem refúgio em áreas mais altas e apesar da sinalização de alerta e dos esforços de resgate, a cidade perdeu muitas vidas humanas. No dia 16 de março haviam relatos de que mais da metade dos habitantes da cidade desapareceram, mas o prefeito Koki Kato ainda não dispunha de informações oficiais sobre este fato..

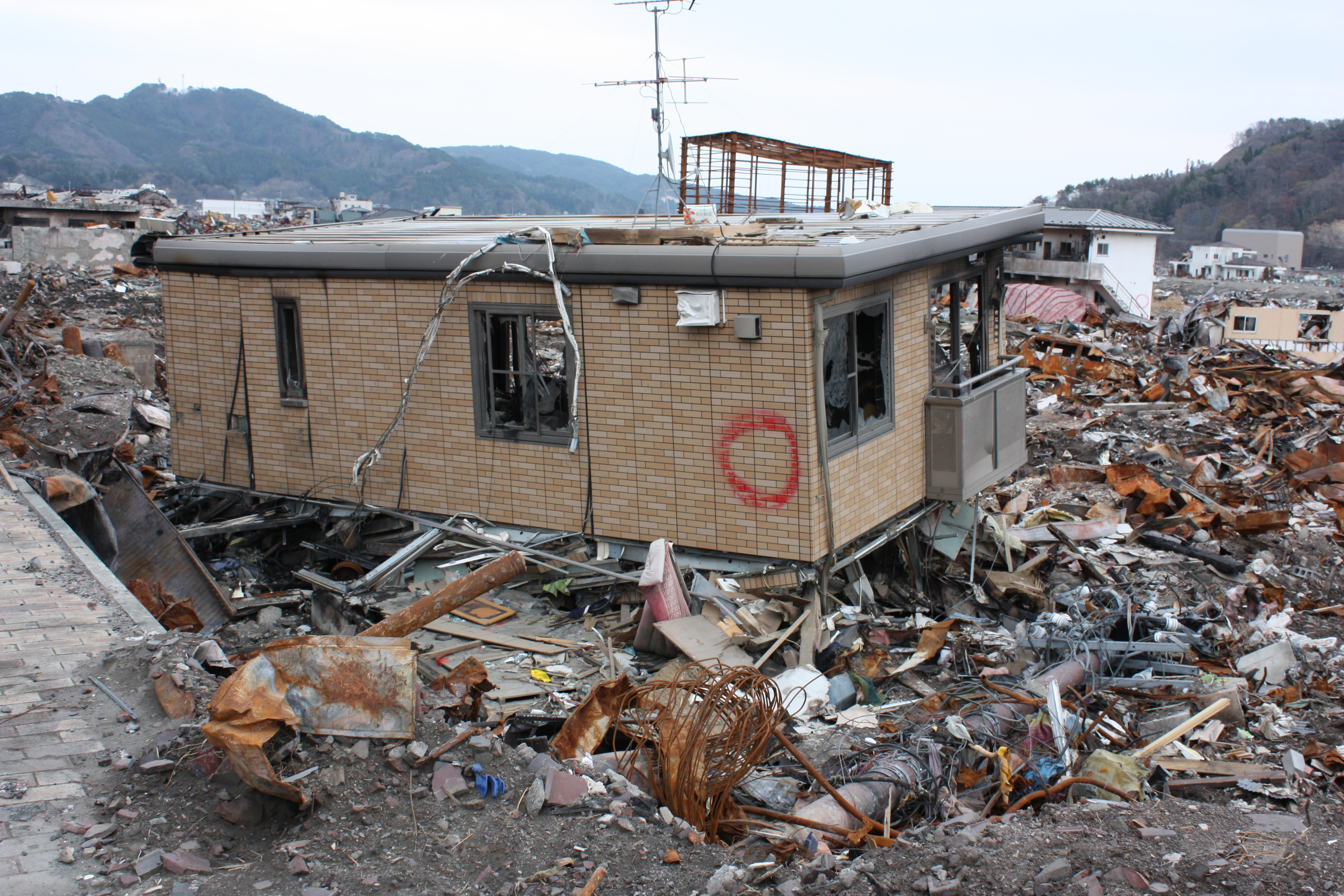
Casas destruídas pelo tsunami em Otsuchi
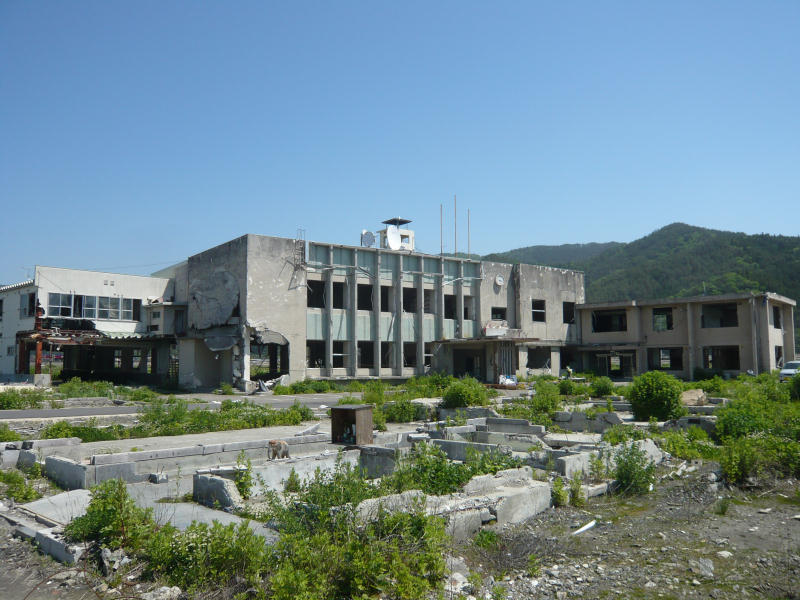
Prédio da Prefeitura de Otsuchi atingido pelo tsunami
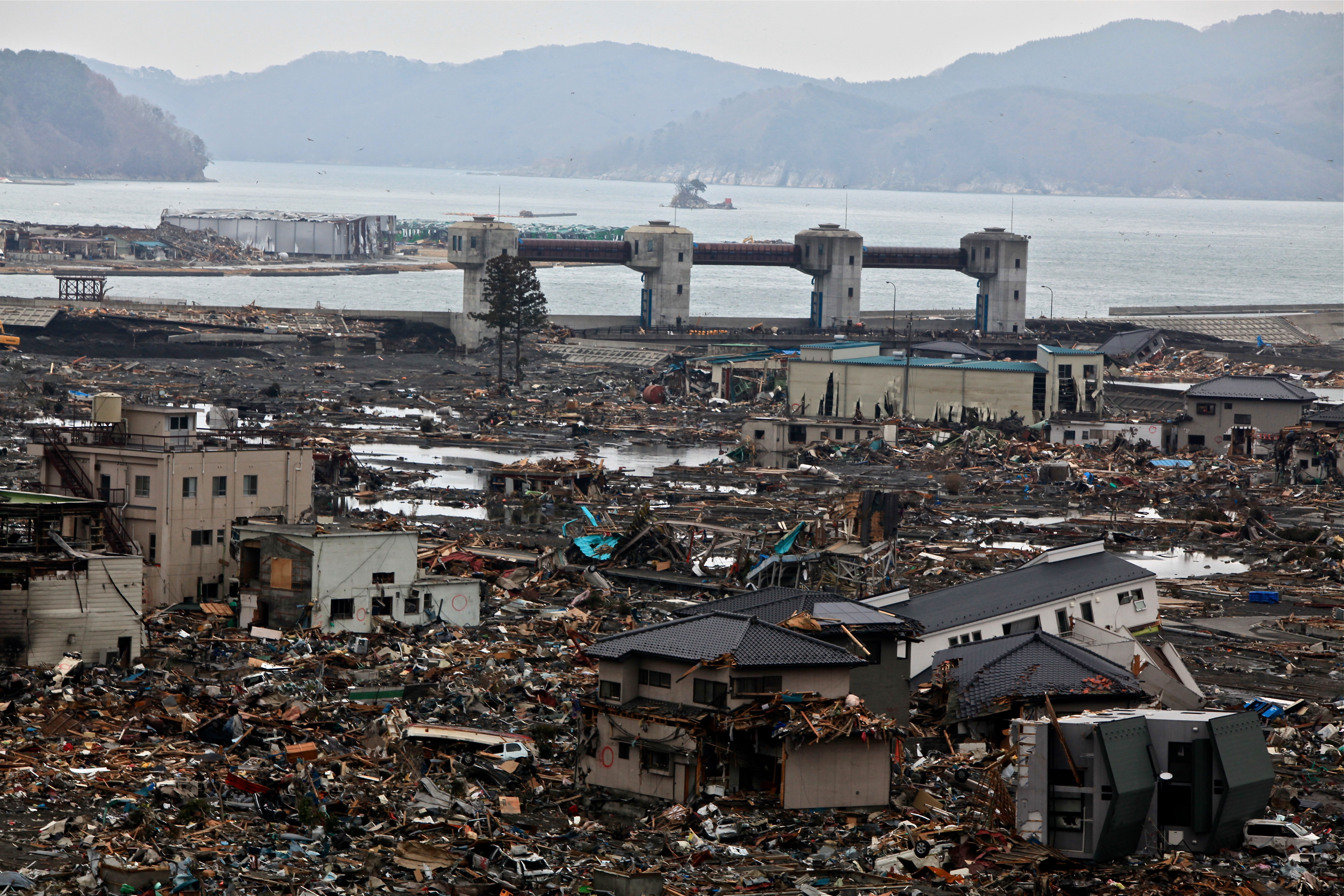
Cidade de Otsuchi após ser atingida pelo tsunami
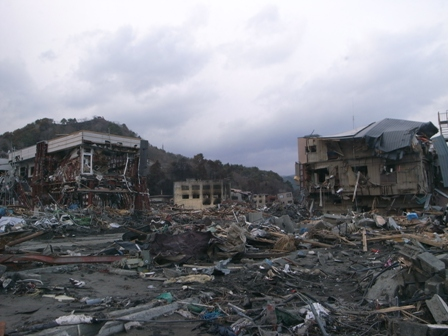
Prédios destruídos e escombros causados pelo tsunami em Otsuchi
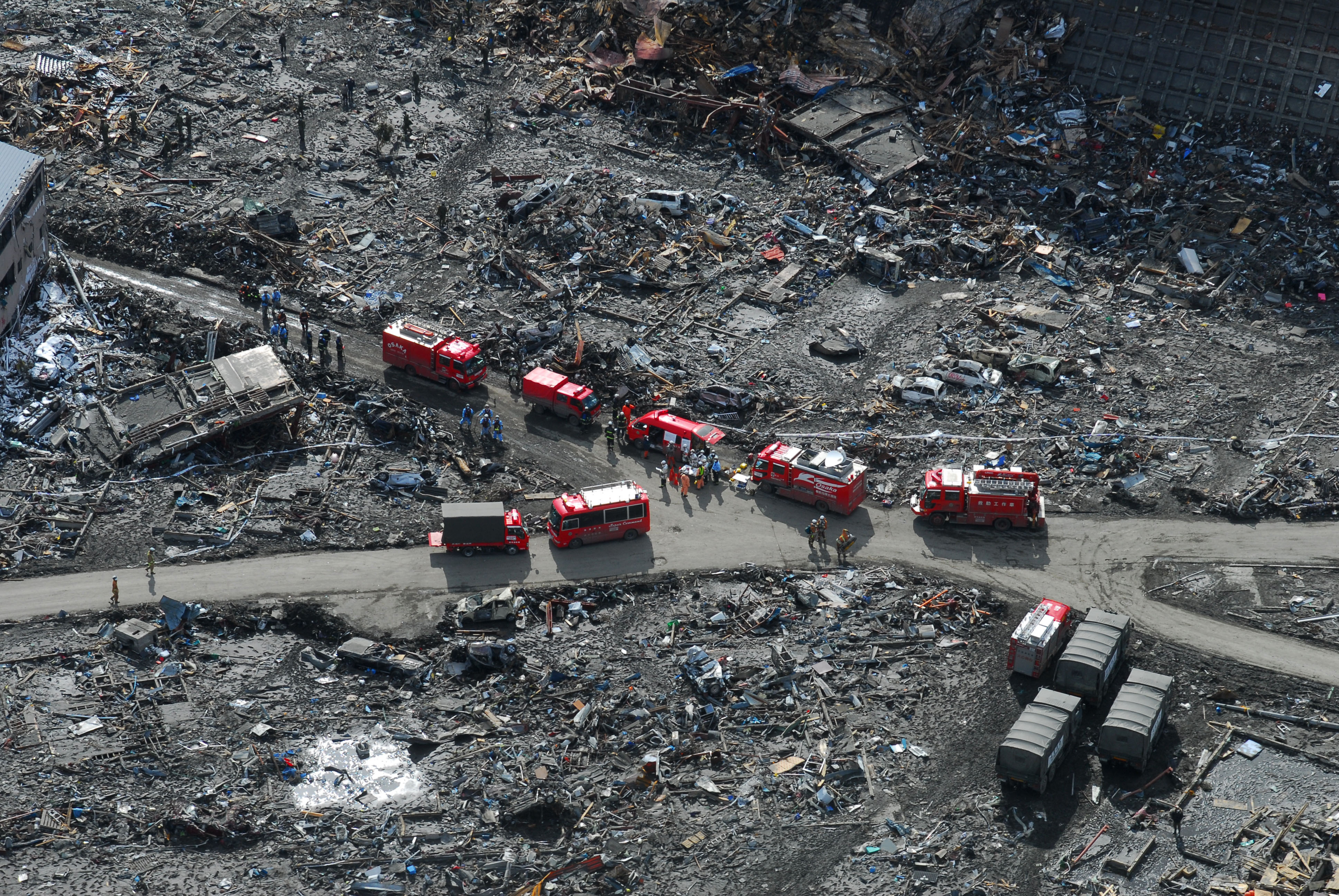
Viaturas do Corpo de Bombeiros em meio aos escombros e edificações destruídas em Otsuchi

## Transporte

### Ferrovias
- Sanriku Railway – Linha Rias

### Rodovias
- Via Expressa Sanriku
- Rota Nacional 45

## Atrações turísticas
- Ruinas do Castelo de Otsuchi
- Ilha Horaijima
- Praia Nanita